# Silvanidium aculeatum
Silvanidium aculeatum is een rechtvleugelig insect uit de familie Lentulidae. De wetenschappelijke naam van deze soort is voor het eerst geldig gepubliceerd in 2012 door Brown.